# Equitazione ai Giochi della XXXII Olimpiade - Concorso completo individuale
Il concorso completo individuale ai giochi olimpici della XXXII Olimpiade di Tokyo si è svolto dal 30 luglio al 2 agosto 2021 presso il Central Breakwater.

## Risultati

### Dressage
| Pos. | Nazione       | Cavaliere                | Cavallo                    | Dressage |
| ---- | ------------- | ------------------------ | -------------------------- | -------- |
| 1    | Germania      | Michael Jung             | Chipmunk                   | 21.10    |
| 2    | Gran Bretagna | Oliver Townend           | Ballaghmor Class           | 23.60    |
| 3    | Cina          | Alex Hua Tian            | Don Geniro                 | 23.90    |
| 4    | Germania      | Julia Krajewski          | Amande de B'Neville        | 25.20    |
| 5    | Nuova Zelanda | Tim Price                | Vitali                     | 25.60    |
| 6    | Gran Bretagna | Laura Collett            | London 52                  | 25.80    |
| 7    | Giappone      | Kazuma Tomoto            | Vinci de la Vigne          | 26.10    |
| 8    | Svizzera      | Felix Vogg               | Colero                     | 26.70    |
| 9    | India         | Fouaad Mirza             | Seigneur                   | 28.00    |
| 9    | Svezia        | Louise Romeike           | Cato 60                    | 28.00    |
| 11   | Svezia        | Therese Viklund          | Viscera                    | 28.10    |
| 12   | Gran Bretagna | Tom McEwen               | Toledo de Kerser           | 28.90    |
| 13   | Francia       | Christopher Six          | Totem de Brecey            | 29.60    |
| 13   | Australia     | Andrew Hoy               | Vassily de Lassos          | 29.60    |
| 15   | Nuova Zelanda | Jesse Campbell           | Diachello                  | 30.10    |
| 16   | Stati Uniti   | Phillip Dutton           | Z                          | 30.50    |
| 17   | Nuova Zelanda | Jonelle Price            | Grovine de Reve            | 30.70    |
| 18   | Bielorussia   | Alexandre Zelenko        | Carlo Grande Jr            | 31.00    |
| 18   | Polonia       | Małgorzata Cybulska      | Chenaro                    | 31.00    |
| 20   | Stati Uniti   | Boyd Martin              | Tsetserleg                 | 31.10    |
| 21   | Brasile       | Marcelo Tosi             | Glenfly                    | 31.50    |
| 21   | Paesi Bassi   | Merel Blom               | The Quizmaster             | 31.50    |
| 21   | Giappone      | Yoshiaki Oiwa            | Calle 44                   | 31.50    |
| 24   | Australia     | Shane Rose               | Virgil                     | 31.70    |
| 25   | Australia     | Kevin McNab              | Don Quidam                 | 32.10    |
| 26   | Francia       | Karim Laghouag           | Triton Fontaine            | 32.40    |
| 27   | Thailandia    | Korntawat Samran         | Bonero K                   | 32.50    |
| 28   | Austria       | Lea Siegl                | Fighting Line              | 32.60    |
| 29   | Giappone      | Toshiyuki Tanaka         | Talma d'Allou              | 32.70    |
| 30   | Stati Uniti   | Doug Payne               | Vandiver                   | 33.00    |
| 30   | Paesi Bassi   | Janneke Boonzaaijer      | Champ de Tailleur          | 33.00    |
| 32   | Francia       | Nicholas Touzaint        | Absolut Gold               | 33.10    |
| 32   | Polonia       | Jan Kaminski             | Jard                       | 33.10    |
| 34   | Danimarca     | Peter Flarup             | Fascination                | 33.70    |
| 35   | Rep. Ceca     | Miloslav Příhoda Jr.     | Ferreolus Lat              | 33.80    |
| 36   | Italia        | Susanna Bordone          | Imperial van de Holtakkers | 33.90    |
| 37   | Germania      | Sandra Auffarth          | Viamant du Matz            | 34.10    |
| 38   | Irlanda       | Sam Watson               | Flamenco                   | 34.30    |
| 39   | Cina          | Bao Yingfeng             | Flandia                    | 34.40    |
| 40   | Svezia        | Ludwig Svennerstal       | Balham Mist                | 35.00    |
| 41   | Cina          | Sun Huadong              | Lady Chin van't Moerven Z  | 35.20    |
| 42   | Canada        | Colleen Loach            | Qorry Blue d'Argouges      | 35.60    |
| 43   | Brasile       | Rafael Losano            | Fuiloda                    | 36.00    |
| 44   | Svizzera      | Mélody Johner            | Toubleu de Rueire          | 36.10    |
| 44   | ROC           | Andrey Mitin             | Gurza                      | 36.10    |
| 44   | Brasile       | Carlos Parro             | Goliath                    | 36.10    |
| 47   | Svizzera      | Robin Godel              | Jet Set                    | 37.10    |
| 48   | Belgio        | Lara de Liedekerke-Meier | Alpaga d'Arville           | 37.20    |
| 49   | Irlanda       | Austin O'Connor          | Colorado Blue              | 38.00    |
| 50   | Irlanda       | Sarah Ennis              | Woodcourt Garrison         | 38.10    |
| 51   | Thailandia    | Weerapat Pitakanonda     | Carnival March             | 38.20    |
| 52   | Italia        | Vittoria Panizzon        | Super Cillious             | 38.60    |
| 53   | Sudafrica     | Victoria Scott-Legendre  | Valtho des Peupliers       | 39.50    |
| 54   | Porto Rico    | Lauren Billys            | Castle Larchfield Purdy    | 39.90    |
| 55   | Polonia       | Joanna Pawlak            | Fantastic Frieda           | 40.50    |
| 56   | Ecuador       | Nicolas Wettstein        | Altier d'Aurois            | 40.90    |
| 57   | Thailandia    | Arinadtha Chavatanont    | Boleybawn Prince           | 42.40    |
| 58   | Italia        | Arianna Schivo           | Quefira de l'Ormeau        | 42.90    |
| 59   | ROC           | Mikhail Nastenko         | MP Imagine If              | 43.00    |
| 60   | Rep. Ceca     | Miroslav Trunda          | Shutterflyke               | 46.10    |
| 61   | Hong Kong     | Thomas Heffernan Ho      | Tayberry                   | 46.70    |
| 62   | Spagna        | Francisco Gaviño         | Source de la Faye          | 47.70    |
| -    | Austria       | Katrin Khoddam-Hazrati   | Cosma                      | WD       |

### Cross country
| Pos. | Nazione       | Cavaliere                | Cavallo                    | Penalità | Penalità | Penalità |
| Pos. | Nazione       | Cavaliere                | Cavallo                    | Dressage | Cross C. | Tot.     |
| ---- | ------------- | ------------------------ | -------------------------- | -------- | -------- | -------- |
| 1    | Gran Bretagna | Oliver Townend           | Ballaghmor Class           | 23.60    | 0.00     | 23.60    |
| 2    | Germania      | Julia Krajewski          | Amande de B'Neville        | 25.20    | 0.40     | 25.60    |
| 3    | Gran Bretagna | Laura Collett            | London 52                  | 25.80    | 0.00     | 25.80    |
| 4    | Nuova Zelanda | Tim Price                | Vitali                     | 25.60    | 1.20     | 26.80    |
| 5    | Giappone      | Kazuma Tomoto            | Vinci de la Vigne          | 26.10    | 1.60     | 27.50    |
| 6    | Gran Bretagna | Tom McEwen               | Toledo de Kerser           | 28.90    | 0.00     | 28.90    |
| 7    | Australia     | Andrew Hoy               | Vassily de Lassos          | 29.60    | 0.00     | 29.60    |
| 8    | Francia       | Christopher Six          | Totem de Brecey            | 29.60    | 1.60     | 31.20    |
| 9    | Australia     | Shane Rose               | Virgil                     | 31.70    | 0.00     | 31.70    |
| 10   | Germania      | Michael Jung             | Chipmunk                   | 21.10    | 11.00    | 32.10    |
| 11   | Francia       | Karim Laghouag           | Triton Fontaine            | 32.40    | 0.00     | 32.40    |
| 12   | Nuova Zelanda | Jonelle Price            | Grovine de Reve            | 30.70    | 2.00     | 32.70    |
| 13   | Francia       | Nicholas Touzaint        | Absolut Gold               | 33.10    | 0.40     | 33.50    |
| 14   | Stati Uniti   | Boyd Martin              | Tsetserleg                 | 31.10    | 3.20     | 34.30    |
| 15   | Australia     | Kevin McNab              | Don Quidam                 | 32.10    | 2.80     | 34.90    |
| 16   | Austria       | Lea Siegl                | Fighting Line              | 32.60    | 2.40     | 35.00    |
| 17   | Stati Uniti   | Phillip Dutton           | Z                          | 30.50    | 4.80     | 35.30    |
| 18   | Cina          | Alex Huan Tian           | Don Geniro                 | 23.90    | 12.00    | 35.90    |
| 19   | Svizzera      | Mélody Johner            | Toubleu de Rueire          | 36.10    | 0.40     | 36.50    |
| 20   | Irlanda       | Austin O'Connor          | Colorado Blue              | 38.00    | 0.00     | 38.00    |
| 21   | Svizzera      | Felix Vogg               | Colero                     | 26.70    | 11.80    | 38.50    |
| 22   | India         | Fouaad Mirza             | Seigneur                   | 28.00    | 11.20    | 39.20    |
| 23   | Stati Uniti   | Doug Payne               | Vandiver                   | 33.00    | 6.80     | 39.80    |
| 24   | Brasile       | Marcelo Tosi             | Glenfly                    | 31.50    | 8.80     | 40.30    |
| 25   | Italia        | Vittoria Panizzon        | Super Cillious             | 38.60    | 3.60     | 42.20    |
| 26   | Canada        | Colleen Loach            | Qorry Blue d'Argouges      | 35.60    | 7.20     | 42.80    |
| 27   | Nuova Zelanda | Jesse Campbell           | Diachello                  | 30.10    | 14.40    | 44.50    |
| 28   | Italia        | Susanna Bordone          | Imperial van de Holtakkers | 33.90    | 11.00    | 44.90    |
| 29   | Italia        | Arianna Schivo           | Quefira de l'Ormeau        | 42.90    | 2.80     | 45.70    |
| 30   | Polonia       | Jan Kaminski             | Jard                       | 33.10    | 12.80    | 45.90    |
| 31   | Irlanda       | Sam Watson               | Flamenco                   | 34.30    | 13.00    | 47.30    |
| 32   | Germania      | Sandra Auffarth          | Viamant du Matz            | 34.10    | 22.40    | 56.50    |
| 33   | Brasile       | Carlos Parro             | Goliath                    | 36.10    | 22.80    | 58.90    |
| 34   | Sudafrica     | Victoria Scott-Legendre  | Valtho des Peupliers       | 39.50    | 19.80    | 59.30    |
| 35   | Giappone      | Toshiyuki Tanaka         | Talma d'Allou              | 32.70    | 30.80    | 63.50    |
| 36   | Rep. Ceca     | Miloslav Příhoda Jr.     | Ferreolus Lat              | 33.80    | 30.60    | 64.40    |
| 37   | ROC           | Andrey Mitin             | Gurza                      | 36.10    | 30.00    | 66.10    |
| 38   | Cina          | Bao Yingfeng             | Flandia                    | 34.40    | 38.00    | 72.50    |
| 39   | Irlanda       | Sarah Ennis              | Woodcourt Garrison         | 38.10    | 37.60    | 75.70    |
| 40   | Cina          | Sun Huadong              | Lady Chin van't Moerven Z  | 35.20    | 42.00    | 77.20    |
| 41   | Polonia       | Joanna Pawlak            | Fantastic Frieda           | 40.50    | 45.20    | 85.70    |
| 42   | Rep. Ceca     | Miroslav Trunda          | Shutterflyke               | 46.10    | 42.00    | 88.10    |
| 43   | Ecuador       | Nicolas Wettstein        | Altier d'Aurois            | 40.90    | 48.40    | 89.30    |
| 44   | Bielorussia   | Alexandre Zelenko        | Carlo Grande Jr            | 31.00    | 61.60    | 92.60    |
| 45   | Danimarca     | Peter Flarup             | Fascination                | 33.70    | 67.20    | 100.90   |
| 46   | Hong Kong     | Thomas Heffernan Ho      | Tayberry                   | 46.70    | 55.60    | 102.30   |
| 47   | ROC           | Mikhail Nastenko         | MP Imagine If              | 43.00    | 76.40    | 119.40   |
| 48   | Spagna        | Francisco Gaviño         | Source de la Faye          | 47.70    | 75.60    | 123.30   |
| -    | Belgio        | Lara de Liedekerke-Meier | Alpaga d'Arville           | 37.20    | WD       | WD       |
| -    | Svezia        | Sara Algotsson Ostholt   | Chicuelo                   | 35.00    | WD       | WD       |
| -    | Brasile       | Rafael Losano            | Fuiloda                    | 36.00    | RT       | RT       |
| -    | Svizzera      | Robin Godel              | Jet Set                    | 37.10    | RT       | RT       |
| -    | Polonia       | Małgorzata Cybulska      | Chenaro                    | 31.00    | EL       | EL       |
| -    | Paesi Bassi   | Janneke Boonzaaijer      | Champ de Tailleur          | 33.00    | EL       | EL       |
| -    | Svezia        | Louise Romeike           | Cato 60                    | 28.00    | EL       | EL       |
| -    | Svezia        | Therese Viklund          | Viscera                    | 28.10    | EL       | EL       |
| -    | Giappone      | Yoshiaki Oiwa            | Calle 44                   | 31.50    | EL       | EL       |
| -    | Paesi Bassi   | Merel Blom               | The Quizmaster             | 31.50    | EL       | EL       |
| -    | Thailandia    | Korntawat Samran         | Bonero K                   | 32.50    | EL       | EL       |
| -    | Thailandia    | Weerapat Pitakanonda     | Carnival March             | 38.20    | EL       | EL       |
| -    | Porto Rico    | Lauren Billys            | Castle Larchfield Purdy    | 39.90    | EL       | EL       |
| -    | Thailandia    | Arinadtha Chavatanont    | Boleybawn Prince           | 42.40    | EL       | EL       |

### Salto
| Pos. | Nazione       | Cavaliere               | Cavallo                    | Penalità | Penalità | Penalità | Penalità | Note |
| Pos. | Nazione       | Cavaliere               | Cavallo                    | Dressage | Cross C. | Salto 1  | Tot.     | Note |
| ---- | ------------- | ----------------------- | -------------------------- | -------- | -------- | -------- | -------- | ---- |
| 1    | Germania      | Julia Krajewski         | Amande de B'Neville        | 25.20    | 0.40     | 0.00     | 25.60    | Q    |
| 2    | Gran Bretagna | Oliver Townend          | Ballaghmor Class           | 23.60    | 0.00     | 4.00     | 27.60    | Q    |
| 3    | Gran Bretagna | Tom McEwen              | Toledo de Kerser           | 28.90    | 0.00     | 0.00     | 28.90    | Q    |
| 4    | Australia     | Andrew Hoy              | Vassily de Lassos          | 29.60    | 0.00     | 0.00     | 29.60    | Q    |
| 5    | Gran Bretagna | Laura Collett           | London 52                  | 25.80    | 0.00     | 4.00     | 29.80    | Q    |
| 6    | Francia       | Christopher Six         | Totem de Brecey            | 29.60    | 1.60     | 0.00     | 31.20    | Q    |
| 7    | Giappone      | Kazuma Tomoto           | Vinci de la Vigne          | 26.10    | 1.60     | 4.00     | 31.50    | Q    |
| 8    | Germania      | Michael Jung            | Chipmunk                   | 21.10    | 11.00    | 0.00     | 32.10    | Q    |
| 9    | Nuova Zelanda | Jonelle Price           | Grovine de Reve            | 30.70    | 2.00     | 0.00     | 32.70    | Q    |
| 10   | Francia       | Nicholas Touzaint       | Absolut Gold               | 33.10    | 0.40     | 0.40     | 33.90    | Q    |
| 11   | Australia     | Kevin McNab             | Don Quidam                 | 32.10    | 2.80     | 0.00     | 34.90    | Q    |
| 12   | Australia     | Shane Rose              | Virgil                     | 31.70    | 0.00     | 4.00     | 35.70    | Q    |
| 13   | Francia       | Karim Laghouag          | Triton Fontaine            | 32.40    | 0.00     | 4.00     | 36.40    | Q    |
| 14   | Svizzera      | Mélody Johner           | Toubleu de Rueire          | 36.10    | 0.40     | 0.00     | 36.50    | Q    |
| 15   | Stati Uniti   | Boyd Martin             | Tsetserleg                 | 31.10    | 3.20     | 4.40     | 38.70    | Q    |
| 16   | Nuova Zelanda | Tim Price               | Vitali                     | 25.60    | 1.20     | 12.00    | 38.80    | Q    |
| 17   | Austria       | Lea Siegl               | Fighting Line              | 32.60    | 2.40     | 4.00     | 39.00    | Q    |
| 18   | Irlanda       | Austin O'Connor         | Colorado Blue              | 38.00    | 0.00     | 4.00     | 42.00    | Q    |
| 19   | Stati Uniti   | Phillip Dutton          | Z                          | 30.50    | 4.80     | 8.00     | 43.30    | Q    |
| 20   | Stati Uniti   | Doug Payne              | Vandiver                   | 33.00    | 6.80     | 4.00     | 43.80    | Q    |
| 21   | Cina          | Alex Huan Tian          | Don Geniro                 | 23.90    | 12.00    | 8.80     | 44.70    | Q    |
| 22   | Nuova Zelanda | Jesse Campbell          | Diachello                  | 30.10    | 14.40    | 0.40     | 44.90    | Q    |
| 22   | Italia        | Susanna Bordone         | Imperial van de Holtakkers | 33.90    | 11.00    | 0.00     | 44.90    | Q    |
| 24   | Svizzera      | Felix Vogg              | Colero                     | 26.70    | 11.80    | 8.00     | 46.50    | Q    |
| 25   | India         | Fouaad Mirza            | Seigneur                   | 28.00    | 11.20    | 8.00     | 47.20    | Q    |
| 26   | Italia        | Arianna Schivo          | Quefira de l'Ormeau        | 42.90    | 2.80     | 4.00     | 49.70    |      |
| 27   | Italia        | Vittoria Panizzon       | Super Cillious             | 38.60    | 3.60     | 8.00     | 50.20    |      |
| 28   | Canada        | Colleen Loach           | Qorry Blue d'Argouges      | 35.60    | 7.20     | 8.00     | 50.80    |      |
| 29   | Polonia       | Jan Kaminski            | Jard                       | 33.10    | 12.80    | 9.20     | 55.10    |      |
| 30   | Irlanda       | Sam Watson              | Flamenco                   | 34.30    | 13.00    | 8.00     | 55.30    |      |
| 31   | Germania      | Sandra Auffarth         | Viamant du Matz            | 34.10    | 22.40    | 0.00     | 56.50    |      |
| 32   | Brasile       | Carlos Parro            | Goliath                    | 36.10    | 22.80    | 4.00     | 62.90    |      |
| 33   | Rep. Ceca     | Miloslav Příhoda Jr.    | Ferreolus Lat              | 33.80    | 30.60    | 4.00     | 68.40    |      |
| 34   | Giappone      | Toshiyuki Tanaka        | Talma d'Allou              | 32.70    | 30.80    | 12.00    | 75.50    |      |
| 35   | Cina          | Bao Yingfeng            | Flandia                    | 34.40    | 38.00    | 5.60     | 78.10    |      |
| 36   | Irlanda       | Sarah Ennis             | Woodcourt Garrison         | 38.10    | 37.60    | 4.00     | 79.70    |      |
| 37   | Cina          | Sun Huadong             | Lady Chin van't Moerven Z  | 35.20    | 42.00    | 9.60     | 86.80    |      |
| 38   | ROC           | Andrey Mitin            | Gurza                      | 36.10    | 30.00    | 26.00    | 92.10    |      |
| 39   | Rep. Ceca     | Miroslav Trunda         | Shutterflyke               | 46.10    | 42.00    | 13.60    | 101.70   |      |
| 40   | Danimarca     | Peter Flarup            | Fascination                | 33.70    | 67.20    | 4.00     | 104.90   |      |
| 41   | Ecuador       | Nicolas Wettstein       | Altier d'Aurois            | 40.90    | 48.40    | 16.00    | 105.30   |      |
| 42   | Hong Kong     | Thomas Heffernan Ho     | Tayberry                   | 46.70    | 55.60    | 17.20    | 119.50   |      |
| 43   | ROC           | Mikhail Nastenko        | MP Imagine If              | 43.00    | 76.40    | 14.40    | 133.80   |      |
| 44   | Spagna        | Francisco Gaviño        | Source de la Faye          | 47.70    | 75.60    | 12.00    | 135.30   |      |
| -    | Brasile       | Marcelo Tosi            | Glenfly                    | 31.50    | 8.80     | WD       | WD       |      |
| -    | Sudafrica     | Victoria Scott-Legendre | Valtho des Peupliers       | 39.50    | 19.80    | WD       | WD       |      |
| -    | Bielorussia   | Alexandre Zelenko       | Carlo Grande Jr            | 31.00    | 61.60    | WD       | WD       |      |
| -    | Polonia       | Joanna Pawlak           | Fantastic Frieda           | 40.50    | 45.20    | EL       | EL       |      |

### Classifica finale dopo il secondo salto
| Pos. | Nazione       | Cavaliere         | Cavallo                    | Penalità | Penalità | Penalità | Penalità | Penalità |
| Pos. | Nazione       | Cavaliere         | Cavallo                    | Dressage | Cross C. | Salto 1  | Salto 2  | Tot.     |
| ---- | ------------- | ----------------- | -------------------------- | -------- | -------- | -------- | -------- | -------- |
|      | Germania      | Julia Krajewski   | Amande de B'Neville        | 25.20    | 0.40     | 0.00     | 0.40     | 26.00    |
|      | Gran Bretagna | Tom McEwen        | Toledo de Kerser           | 28.90    | 0.00     | 0.00     | 0.40     | 29.30    |
|      | Australia     | Andrew Hoy        | Vassily de Lassos          | 29.60    | 0.00     | 0.00     | 0.00     | 29.60    |
| 4    | Giappone      | Kazuma Tomoto     | Vinci de la Vigne          | 26.10    | 1.60     | 4.00     | 0.40     | 31.90    |
| 5    | Gran Bretagna | Oliver Townend    | Ballaghmor Class           | 23.60    | 0.00     | 4.00     | 4.80     | 32.40    |
| 6    | Francia       | Nicholas Touzaint | Absolut Gold               | 33.10    | 0.40     | 0.40     | 0.00     | 33.90    |
| 7    | Francia       | Christopher Six   | Totem de Brecey            | 29.60    | 1.60     | 0.00     | 4.00     | 35.20    |
| 8    | Germania      | Michael Jung      | Chipmunk                   | 21.10    | 11.00    | 0.00     | 4.00     | 36.10    |
| 9    | Gran Bretagna | Laura Collett     | London 52                  | 25.80    | 0.00     | 4.00     | 8.00     | 37.80    |
| 10   | Australia     | Shane Rose        | Virgil                     | 31.70    | 0.00     | 4.00     | 4.00     | 39.70    |
| 11   | Nuova Zelanda | Jonelle Price     | Grovine de Reve            | 30.70    | 2.00     | 0.00     | 9.20     | 41.90    |
| 12   | Francia       | Karim Laghouag    | Triton Fontaine            | 32.40    | 0.00     | 4.00     | 8.80     | 45.20    |
| 13   | Irlanda       | Austin O'Connor   | Colorado Blue              | 38.00    | 0.00     | 4.00     | 4.00     | 46.00    |
| 14   | Australia     | Kevin McNab       | Don Quidam                 | 32.10    | 2.80     | 0.00     | 12.00    | 46.90    |
| 15   | Austria       | Lea Siegl         | Fighting Line              | 32.60    | 2.40     | 4.00     | 8.00     | 47.00    |
| 16   | Stati Uniti   | Doug Payne        | Vandiver                   | 33.00    | 6.80     | 4.00     | 4.40     | 48.20    |
| 17   | Svizzera      | Mélody Johner     | Toubleu de Rueire          | 36.10    | 0.40     | 0.00     | 13.20    | 49.70    |
| 18   | Italia        | Susanna Bordone   | Imperial van de Holtakkers | 33.90    | 11.00    | 0.00     | 5.60     | 50.50    |
| 19   | Svizzera      | Felix Vogg        | Colero                     | 26.70    | 11.80    | 8.00     | 5.20     | 51.70    |
| 20   | Stati Uniti   | Boyd Martin       | Tsetserleg                 | 31.10    | 3.20     | 4.40     | 13.60    | 52.30    |
| 21   | Stati Uniti   | Phillip Dutton    | Z                          | 30.50    | 4.80     | 8.00     | 10.80    | 54.10    |
| 22   | Nuova Zelanda | Jesse Campbell    | Diachello                  | 30.10    | 14.40    | 0.40     | 9.60     | 54.50    |
| 23   | India         | Fouaad Mirza      | Seigneur                   | 28.00    | 11.20    | 8.00     | 12.40    | 59.60    |
| 24   | Nuova Zelanda | Tim Price         | Vitali                     | 25.60    | 1.20     | 12.00    | 21.60    | 60.40    |
| 25   | Cina          | Alex Huan Tian    | Don Geniro                 | 23.90    | 12.00    | 8.80     | 17.60    | 62.30    |